# Apilla
Apilla ist eine Ortschaft im Departamento Cochabamba im südamerikanischen Anden-Staat Bolivien.

## Lage im Nahraum
Apilla ist die drittgrößte Ortschaft des Kantons Sacaba im Municipio Sacaba in der Provinz Chapare. Die Gemeinde liegt auf einer Höhe von 3809 m an einem der Zuflüsse zum Río Jatun Mayu, dessen Fortsetzung durch die Stadt Villa Tunari fließt.

## Geographie
Apilla liegt in einem der Hochtäler der bolivianischen Cordillera Oriental auf halbem Wege zwischen Altiplano und Chapare-Tiefland. Das Klima ist kühlgemäßigt und ein typisches Tageszeitenklima, bei dem die mittleren Temperaturschwankungen zwischen Tag und Nacht stärker ausfallen als zwischen der kalten und warmen Jahreszeit.
Die Jahresdurchschnittstemperatur der Region beträgt knapp 7 °C (siehe Klimadiagramm Apilla), die Monatswerte schwanken dabei nur unwesentlich zwischen 4 °C im Juni/Juli und knapp 10 °C im November. Der Jahresniederschlag beträgt rund 550 mm, bei einer ausgeprägten Trockenzeit von Mai bis September mit Monatsniederschlägen unter 15 mm und einer kurzen Feuchtezeit von Dezember bis Februar mit 90 bis 120 mm Monatsniederschlag.

## Verkehrsnetz
Apilla liegt in einer Entfernung von 63 Straßenkilometern nordnordöstlich der Stadt Cochabamba, der Hauptstadt des Departamentos.
Durch Cochabamba führt die Nationalstraße Ruta 4, die mit einer Länge von 1657 Kilometern das gesamte Land in West-Ost-Richtung durchquert. Die Straße beginnt im Westen bei Tambo Quemado an der chilenischen Grenze, passiert Cochabamba, Sacaba und Colomi und führt dann weiter in östlicher Richtung über Santa Cruz nach Puerto Suárez im brasilianischen Grenzgebiet. Einen Kilometer vor dem Stadtzentrum von Sacaba zweigt in nördlicher Richtung eine Landstraße von der Ruta 4 ab, windet sich auf den ersten zwanzig Kilometern bis auf eine Höhe von 4300 m und führt dann in nordwestlicher Richtung weiter nach Apilla.

## Bevölkerung
Die Einwohnerzahl des Ortes war in den vergangenen beiden Jahrzehnten deutlichen Schwankungen unterworfen:
| Jahr | Einwohner | Quelle       |
| ---- | --------- | ------------ |
| 1992 | 324       | Volkszählung |
| 2001 | 639       | Volkszählung |
| 2012 | 280       | Volkszählung |

Aufgrund der historisch gewachsenen ethnischen Zusammensetzung weist die Region einen hohen Anteil an Quechua-Bevölkerung auf, im Municipio Sacaba sprechen 65,2 Prozent der Bevölkerung Quechua.